# Павулло-нель-Фриньяно
Павулло-нель-Фриньяно (італ. Pavullo nel Frignano) — муніципалітет в Італії, у регіоні Емілія-Романья,  провінція Модена.
Павулло-нель-Фриньяно розташоване на відстані близько 310 км на північний захід від Рима, 45 км на південний захід від Болоньї, 36 км на південь від Модени.

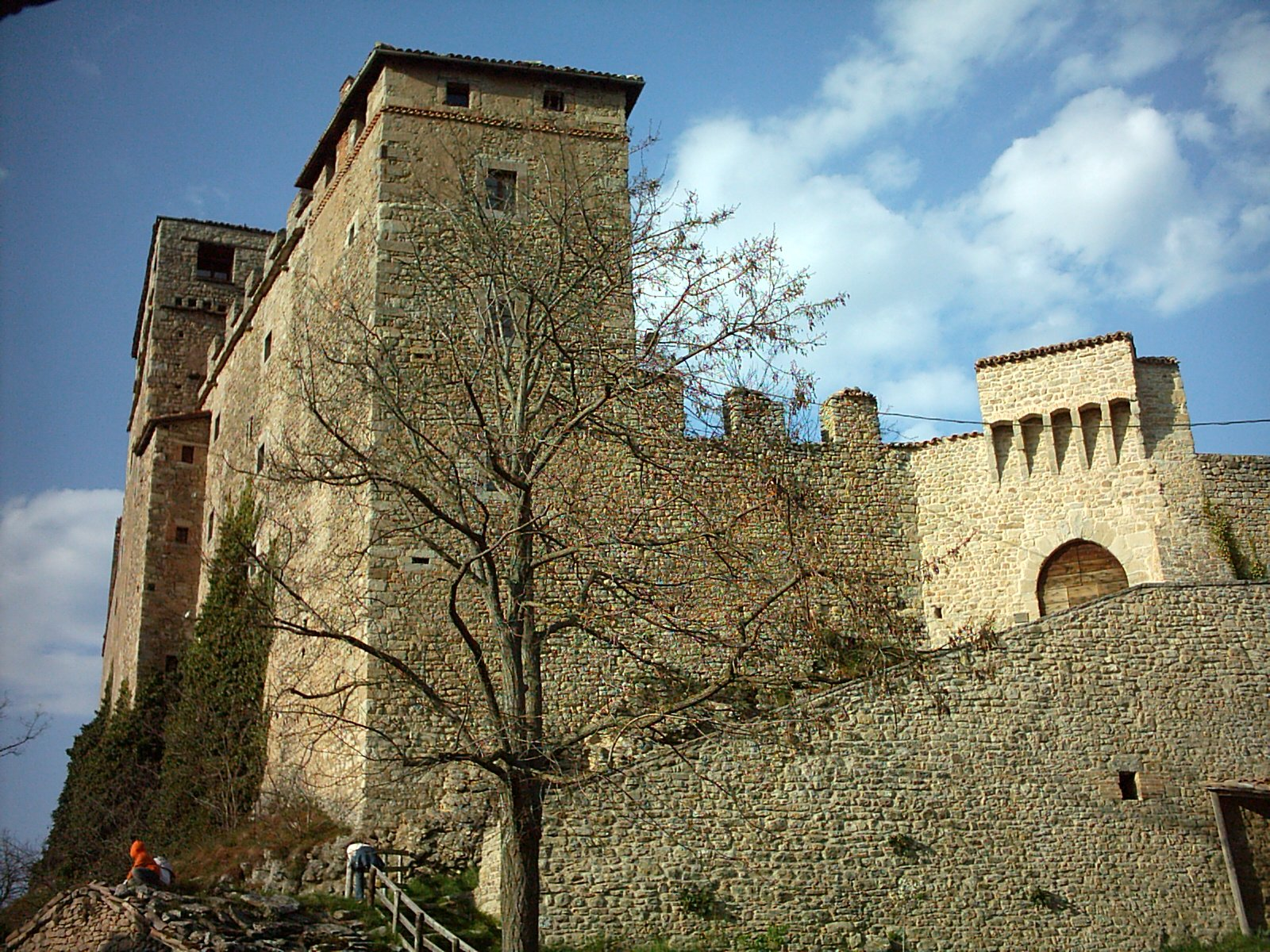

Населення — 17 460 осіб (2014).
Покровитель — святий Варфоломій.

## Демографія
Населення за роками:

Станом на 1 січня 2023 року в муніципалітеті офіційно проживали 2532 іноземці з 60 країн, серед них 546 громадян країн Євросоюзу та 104 громадяни України.

## Уродженці
- Джованні Антоніо Кавацці (1621—1678) — чернець-капуцин, дослідник Африки.
- Лука Тоні - футболіст
- Раймунд Монтекукколі

## Сусідні муніципалітети
- Гуїлья
- Лама-Моконьо
- Марано-суль-Панаро
- Монтекрето
- Монтезе
- Полінаго
- Серрамаццоні
- Сестола
- Цокка